# Eriospermum dielsianum
Eriospermum dielsianum är en sparrisväxtart som beskrevs av Rudolf Schlechter och Karl von Poellnitz. Eriospermum dielsianum ingår i släktet Eriospermum och familjen sparrisväxter.

## Underarter
Arten delas in i följande underarter:
- E. d. dielsianum
- E. d. molle